# قفز على الثيران

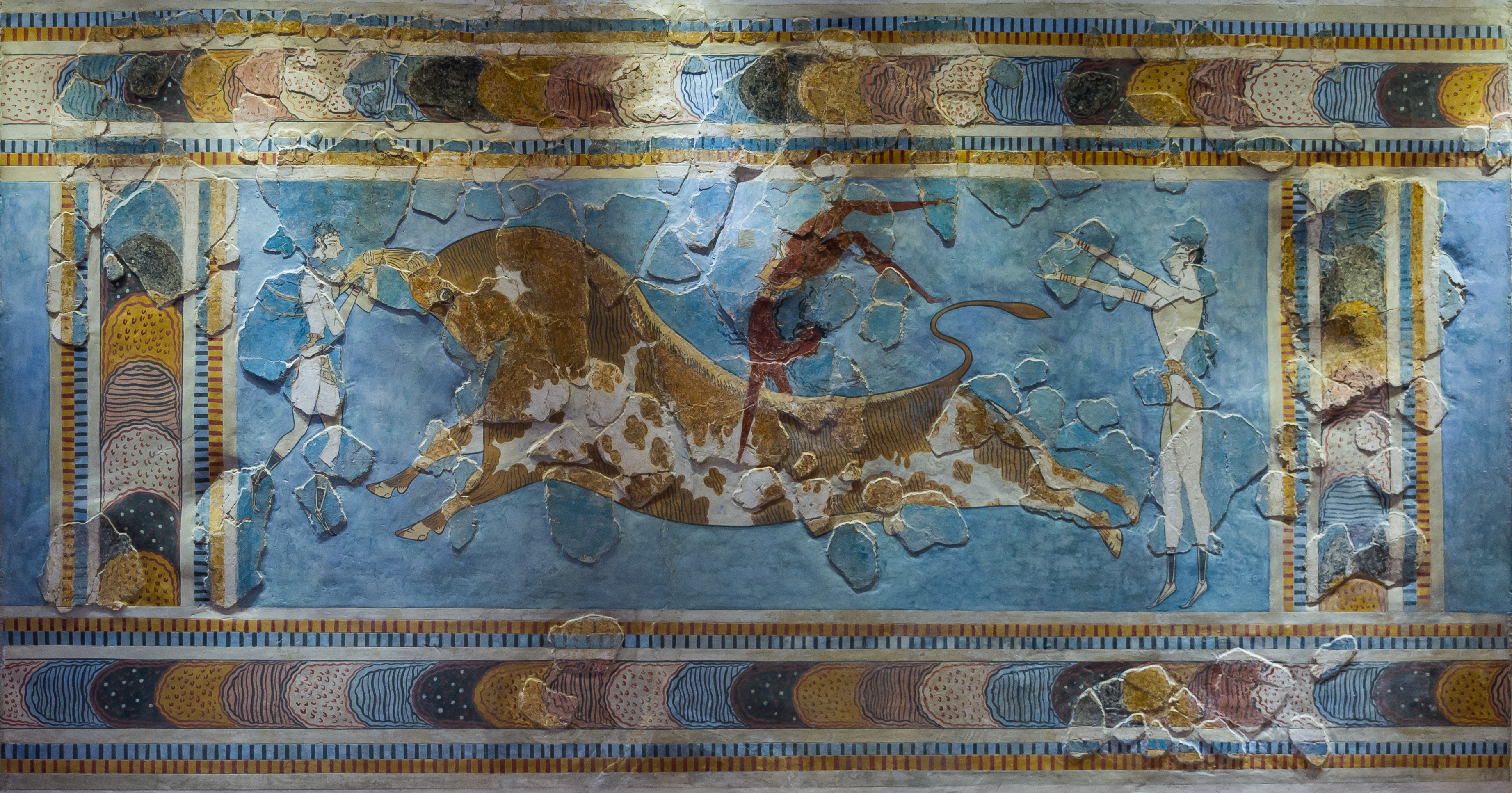
لوحة جدارية للقفز على الثيران من القصر الكبير في كنوسوس، جزيرة كريت

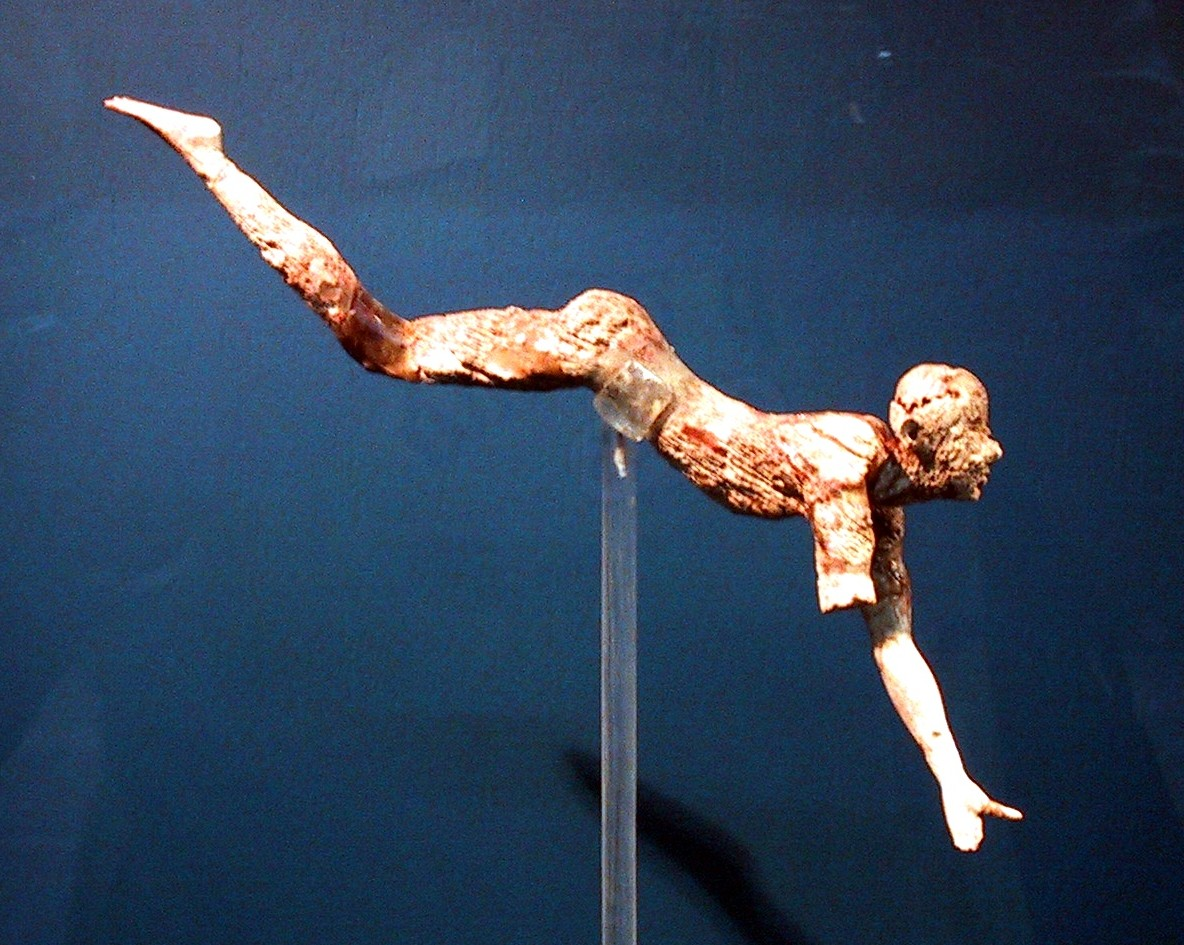
القافز على الثور، تمثال عاجي من قصر كنوسوس، كريت. الشكل الوحيد المتبقي من مجموعة أكبر من الأشكال. هذا هو أقدم تمثيل ثلاثي الأبعاد للقفز على الثيران. من المفترض أنه قد استُخدمت دبابيس ذهبية رفيعة لتعليق التمثال فوق الثور.

القفز على الثيران (باليونانية: ταυροκαθάψια، رومنة: taurokathapsia)‏ هو مصطلح يطلق على أنواع مختلفة من مصارعة الثيران غير العنيفة. يعتمد البعض منها على طقوس قديمة من الحضارة المينوسية تتضمن قفز البهلوان فوق ظهر ثور (أو بقرة) مهاجم. ويمكن اعتبارها رياضة، لا تزال موجودة في إسبانيا، مع الثيران، كالرِّيكُرْتِس [الإنجليزية]؛ وفي فرنسا الحديثة، عادةً ما تُستخدم الأبقار بدلاً من الثيران، كما في السباق اللاندي [الإنجليزية]، وفي ولاية تاميل نادو في الهند مع الثيران كما جاليكاتو [الإنجليزية].
طقوس القفز فوق الثيران هي إحدى العناصر الزخرفية في الفن التصويري في العصر البرونزي الأوسط، وخاصة في الفن المينوسي، وفي ما قد يكون أشياء مينوسية وجدت في اليونان الميسينية، ولكنها توجد أحيانًا أيضًا في الأناضول الحثية، وبلاد الشام، وباكتريا، ووادي السند. يُفسَّر في كثير من الأحيان على أنه تصوير لطقوس تتعلق بعبادة الثور [الإنجليزية].

## الأيقونات

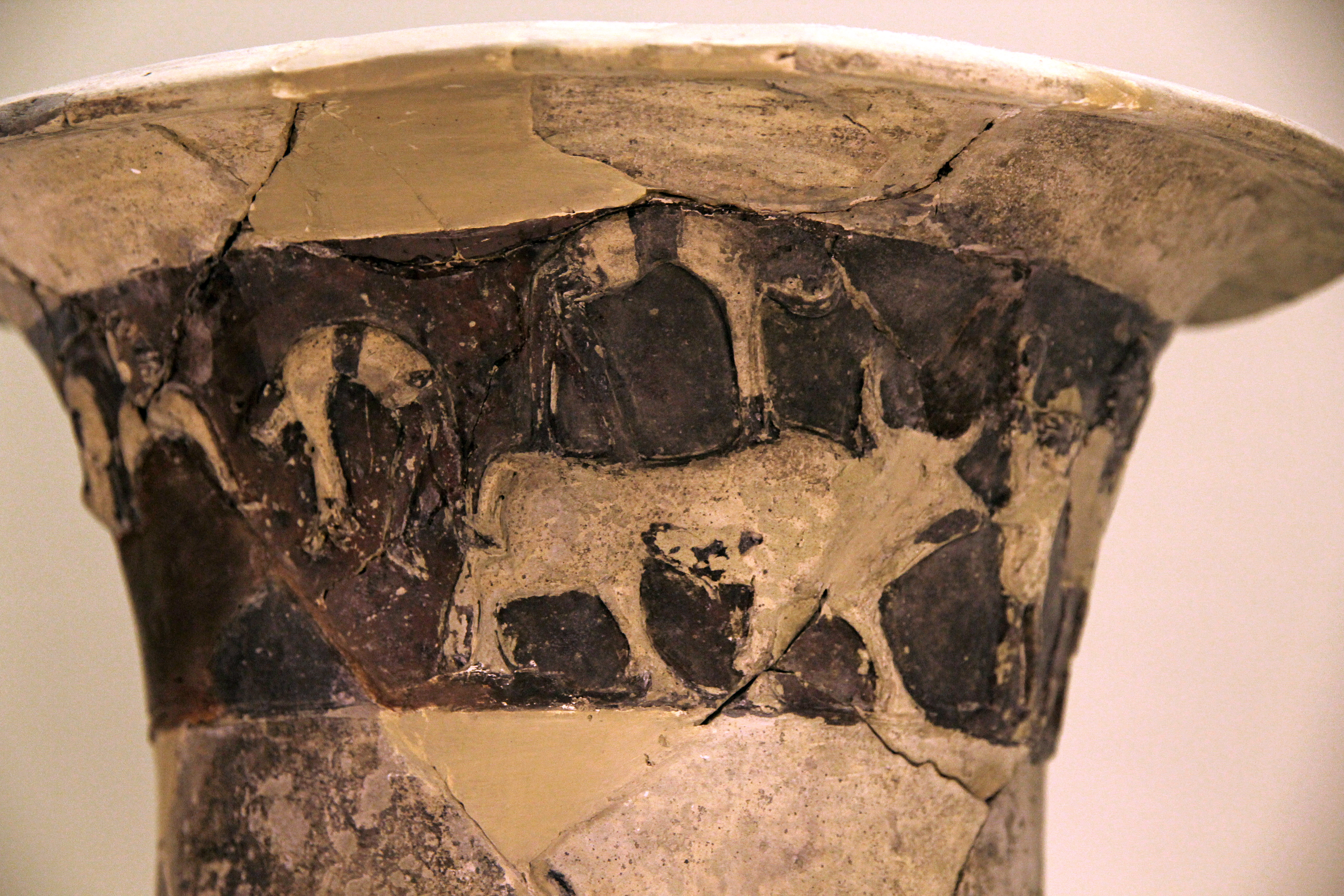
مشهد القفز على الثور في مزهريات حسينديدي يعود إلى العصر الحثيين المبكر، حوالي عام 1650 قبل الميلاد.

يصنف يونجر (1995) تصوير القفز على الثيران في فن بحر إيجة في العصر البرونزي على النحو التالي:
- النوع الأول: يقترب البهلواني من الثور من الأمام، ويمسك بقرونه، ويقفز إلى الخلف
- النوع الثاني: يقترب البهلواني من الثور من الأمام، ويقفز فوق القرون دون أن يلمسها ويدفع نفسه بيديه من ظهر الثور في قفزة خلفية
- النوع الثالث: يصور البهلوان في الهواء فوق ظهر الثور، مواجهًا نفس اتجاه الحيوان

غالبًا ما توجد صور النوع الثالث في فن العصر المينوسي IIIB المتأخر (القرنين الرابع عشر والثالث عشر قبل الميلاد). تظهر اللوحات الجدارية المينوسية من تل الضبعة (أواريس، مصر) التي يرجع تاريخها إلى الأسرة المصرية الثامنة عشرة (القرنين السادس عشر والرابع عشر قبل الميلاد) تصميمات مماثلة إلى جانب الزخارف المصرية الأصيلة، ولهذا السبب غالبًا ما تُنسب إلى الحرفيين المصريين الذين تعلموا المينوسية وليس إلى الحرفيين المينوسيين بشكل مباشر، على الرغم من أن هذا الأمر محل نزاع. ربما جرى تضمينها أيضًا كزخارف للقصر لأن القصر بُني لأميرة إيجية متزوجة دبلوماسيًا من فرعون الهكسوس.
وقد عُثر في سوريا على أمثلة أخرى لمشاهد القفز فوق الثيران، مثل ختم أسطواني عُثر عليه في المستوى السابع في ألالاخ (العصر البابلي القديم، القرن التاسع عشر أو الثامن عشر قبل الميلاد) يُظهر اثنين من البهلوانات يؤديان حركات الوقوف على اليدين على ظهر ثور، مع وضع علامة عنخ بينهما، وختم آخر ينتمي إلى خادم شمشي أدد الأول (حوالي 1800 قبل الميلاد)، إلى جانب أمثلة سورية أخرى. علاوة على ذلك، فقد اكتُشفت مزهرية بارزة في حسينديدي Hüseyindede في عام 1997، يعود تاريخها إلى مملكة الحيثيين القديمة (القرنين الثامن عشر إلى الخامس عشر قبل الميلاد).

## كريت المينوسية

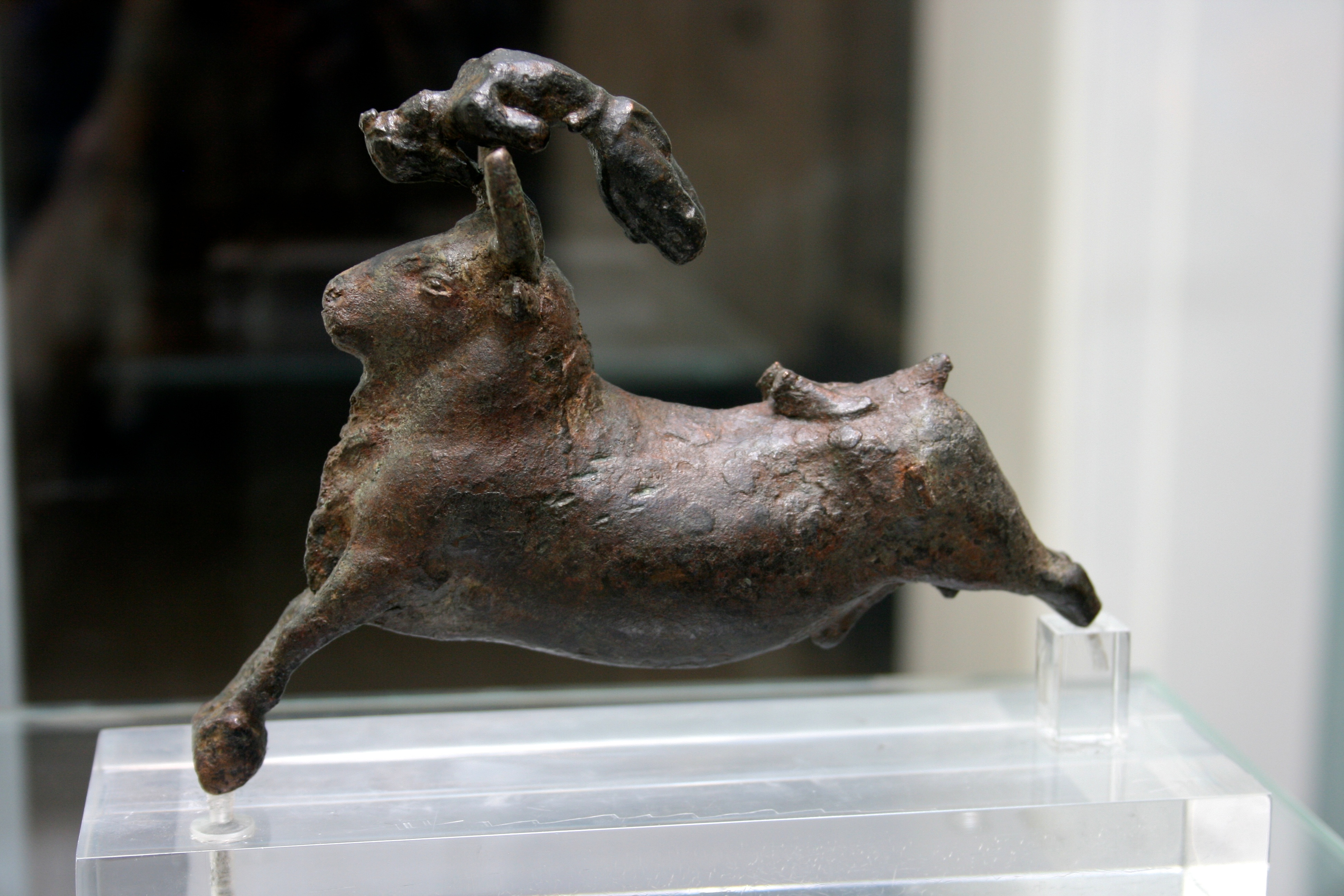
تمثال القفز على الثيران من عصر المينوسي في المتحف البريطاني.

يُعتقد أن القفز فوق الثور كان من الطقوس الأساسية في ديانة الحضارة المينوسية في العصر البرونزي في جزيرة كريت. كما هو الحال في الحضارات المتوسطية الأخرى، كان الثور موضوع التبجيل والعبادة. يعد تمثيل الثور في قصر كنوسوس رمزًا واسع الانتشار في الفن والديكور في هذا الموقع الأثري.
الافتراض الذي يناقشه العلماء على نطاق واسع هو أن الأيقونات تمثل رياضة طقسية و/أو أداءً يقفز فيه الرياضيون البشريون -ذكورًا وإناثًا- فوق الثيران كجزء من طقوس احتفالية. يُفترض أن هذه الطقوس تتكون من قفزة بهلوانية فوق الثور، بحيث عندما يمسك القافز بقرون الثور، يهز الثور رقبته بعنف إلى الأعلى، مما يمنح القافز الزخم اللازم لأداء الشقلبات والحيل البهلوانية الأخرى أو الأعمال المثيرة.
وتضيف باربرا أولسن، الأستاذة المساعدة للدراسات اليونانية والرومانية في كلية فاسار، أن هذه الرياضة ربما لم تكن خطيرة بشكل خاص على المشاركين فيها. "من الصور يبدو أنهم [قفزوا فوق الثيران] بنجاح - يميل المينوسيون إلى عدم إعطائنا الكثير من الصور العنيفة، لذلك تنتهي القفزة فوق الثيران عادة بشكل جيد،" لكن مشهد النطح على "ريتون الملاكم" الموجود في هاجيا تريادا يشير إلى أن الإصابات لم تكن غير معروفة.

## القفز على الثيران حديثًا

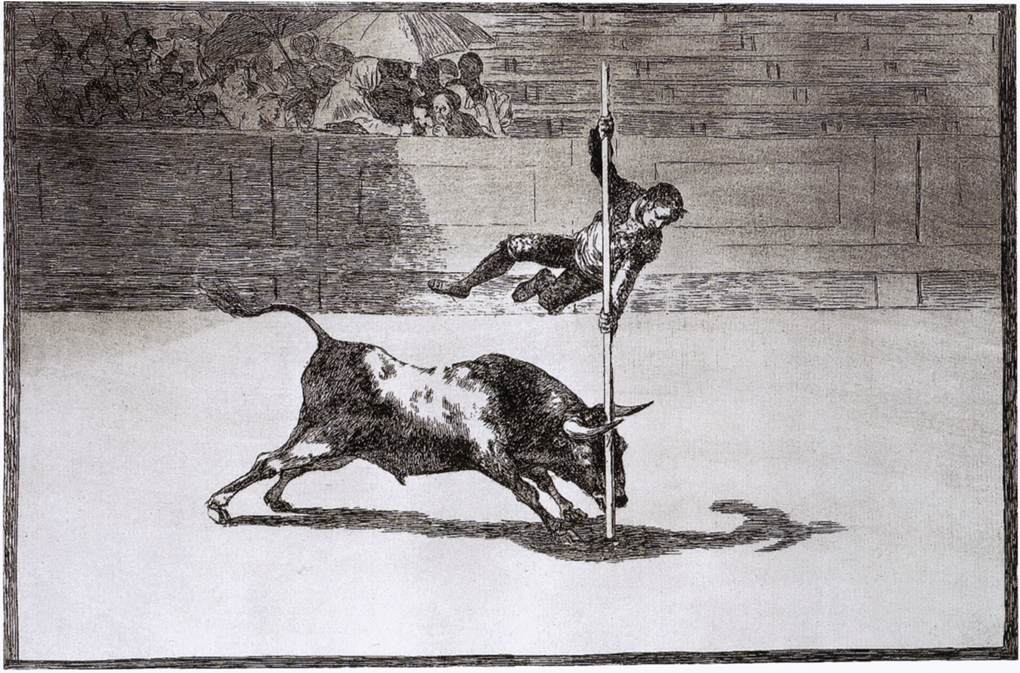
سرعة وجرأة خوانيتو أبينياني في حلبة مدريد (1815-1816). من أعمال فرانسيسكو دي غويا.

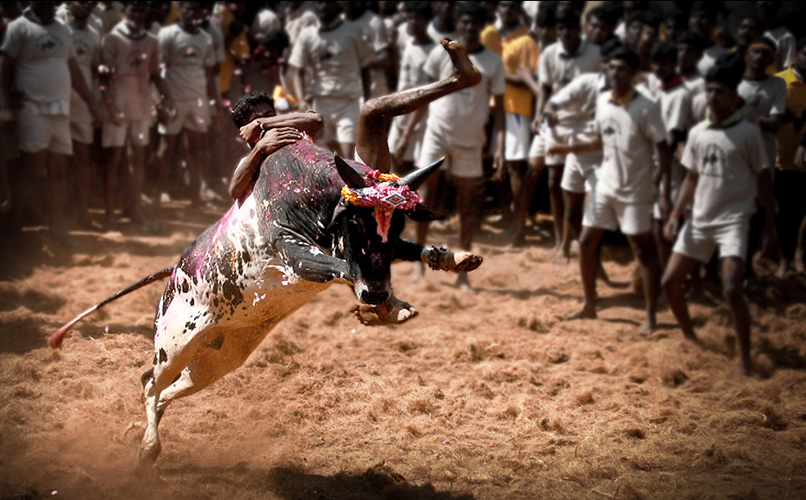
شاب يحاول السيطرة على ثور في جاليكاتو في ألانجانالور.

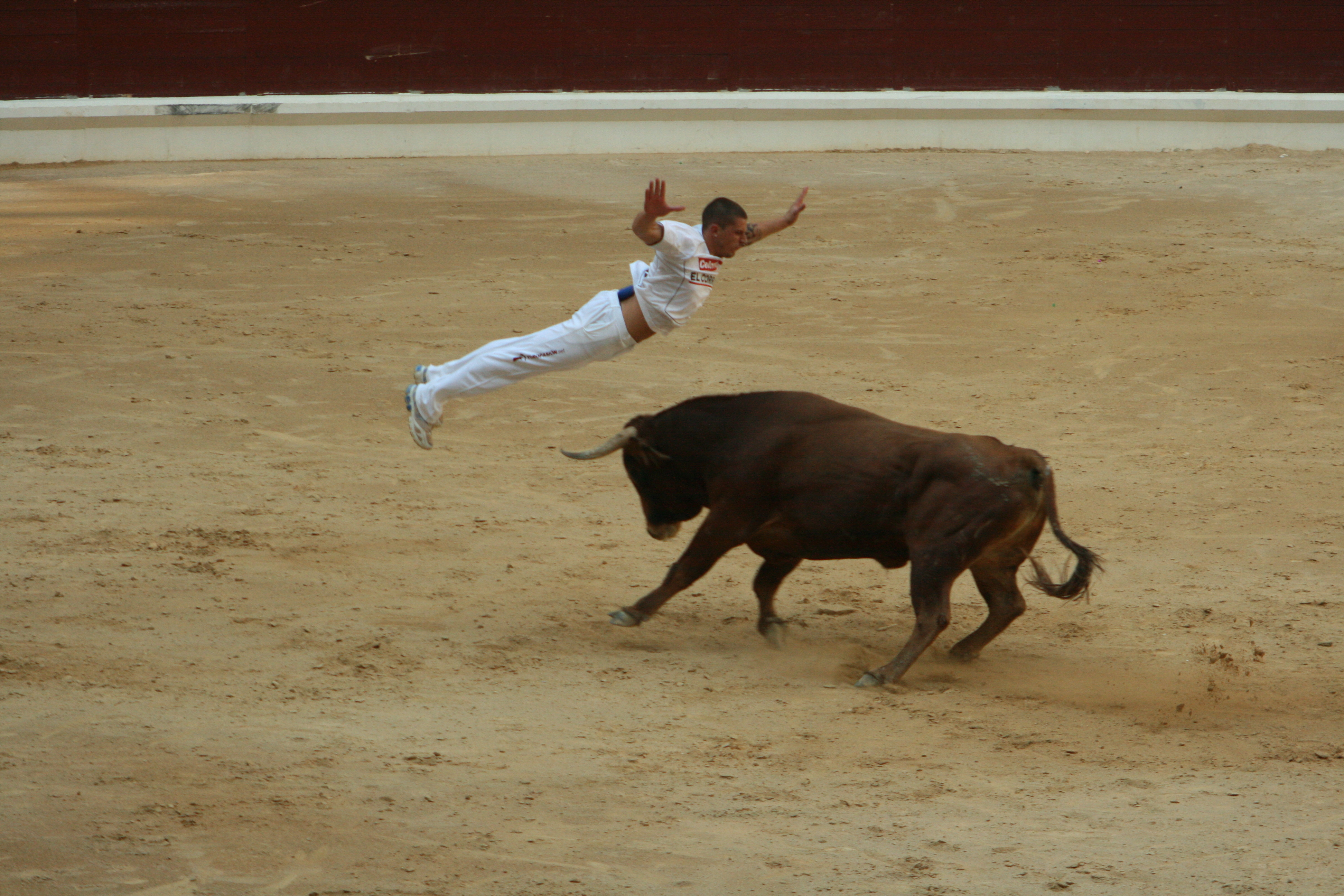
"القفز" في عام 2008

لا تزال رياضة القفز فوق الثيران تُمارس في جنوب غرب فرنسا، حيث تُعرف تقليديًا باسم "course landaise" على الرغم من أنه عادة ما تُستخدم الأبقار العدوانية بدلاً من الثيران، وهي سلالة أنثوية من الثيران المقاتلة التي يجري تربيتها لمصارعة "corrida" في إسبانيا. ومع ذلك، تُستخدم الثيران مرة واحدة في السنة، في مهرجان الفن والشجاعة. تشتهر بلدة مونت دي مارسان في جاسكوني بـ sauteurs أو "القافزون" وécarteurs (المتهربون) الذين يرتدون سترات مطرزة. حيث يتنافسون في فرق، ويحاولون استخدام مهاراتهم في التهرب والقفزات البهلوانية لتجنب هجمات البقرة.
يجري توجيه البقرة عادة باستخدام حبل طويل متصل بقرونها، بحيث تجري مباشرة نحو الأشخاص المؤدين ويجري منعها من الدوس عليهم أو نطحهم في حالة فاتتهم خدعة ما. على الرغم من أن هذا النوع من المسابقات لا يشكل خطرًا كبيرًا على البقرة، إلا أنه رياضة خطيرة للغاية بالنسبة للمشاركين من البشر؛ حيث قُتِل أحد المتنافسين البارزين من مونتوا، واسمه جان بيير راشو، في عام 2001 عندما سقط على رأسه بعد أن صدمته بقرة.
تُقام courses landaises من شهر مارس إلى شهر أكتوبر بمناسبة المهرجانات في العديد من المدن والقرى، بما في ذلك نوجارو، ومونت دي مارسان، وداكس، وكاستيلنو داوزان، والعديد من الأماكن الأخرى. وهناك أيضًا بطولات وطنية لتلك الرياضة.
يمارس القفز على الثيران أيضًا في ولاية تاميل نادو بالهند، حيث يمارسه شعب التاميل، ويسمى جاليكاتو، ساليكاتو، إرو ثازوفوتال ومانجو فيراتو. ومن المشاهد التقليدية أن يجري إطلاق ثور، مثل سلالات بوليكولام أو كانجايام، وسط حشد من الناس، ويحاول العديد من المشاركين البشر الإمساك بالحدبة الكبيرة على ظهر الثور (السنام) بكلتا أذرعهم والتشبث بها بينما يحاول الثور الهروب. يحاول المشاركون الإمساك بالسنام لأطول فترة ممكنة، محاولين إيقاف الثور. في بعض الحالات، يجب على المشاركين الركوب لفترة كافية لإزالة الأعلام الموجودة على قرون الثور.
تُمارَس الـ "جاليكاتو" عادة في ولاية تاميل نادو الهندية كجزء من احتفالات بونجال في يوم ماتو بونجال، والذي يحدث سنويًا في يناير.
نظرًا لوجود حوادث إصابة ووفاة مرتبطة بتلك الرياضة، سواء للمشاركين أو للحيوانات التي أُجبرت على ممارستها، فقد دعت منظمات حقوق الحيوان إلى حظر هذه الرياضة، مما أدى إلى إحالة القضية إلى المحكمة، وقد جرى حظرها عدة مرات خلال السنوات الماضية. ومع ذلك، مع احتجاج الناس ضد الحظر، صدر مرسوم جديد في عام 2017 لمواصلة ممارسة هذه الرياضة.
يوجد تقليد مماثل ولكن أكثر خطورة من القفز على الثيران غير العنيفة، يُسمى recortes، يُمارس في بعض أجزاء من إسبانيا. حيث يتنافس المتخصصون في toreros (مصارعو الثيران)، المعروفون باسم recortadores في المراوغة والقفز فوق الثيران دون استخدام الرأس أو السيف. بعض المصارعون recortadores يستخدم عمودًا طويلًا للقفز بالزانة فوق الحيوان المهاجم، والذي يكون أكبر حجمًا من النوع المستخدم في الرياضة الفرنسية، وغير مقيد بأي حبل توجيه أو جهاز أمان مماثل.